# Тунел (1. сезона)
Прва сезона крими телевизијске серије Тунел је емитована од 11. новембра до 17. децембра 2023. године на каналу Суперстар ТВ. Прва сезона се састоји од 12 епизода.

## Радња
Тунел је социјална драма и полицијски трилер која говори о људским судбинама, о крхкости људске психе и важности живота. Она испитује да ли је живот заиста дар, да ли неко одозго брине о нама, да ли у овом животу има правде и да ли ми креирамо систем или он нас. И не даје једноставне одговоре. 12 епизода ће бити 11 различитих случајева које решавају припадници специјалног преговарачког тима МУП-а Србије.
Тим представља оперативну, тактичку, јединицу Дирекције полиције, посебне намене и повременог карактера. У пуном саставу овај специјални тим чине вођа, два преговарача, документариста, психолог и стручњак за оперативно-техничку подршку. Али неретко је због брзине деловања неопходно импровизовати. Пратимо животе и судбине припадника специјалног преговарачког тима МУП-А Србије, заслужног за спашавање више од 200 људских живота, са 100-процентном успешношћу, који је у сталној опасности од гашења под објашњењем да много кошта а можда никада не буде употребљен.

## Епизоде
| Бр. еп. (укупно) | Бр. еп. (у сезони) | Наслов                                  | Редитељ                         | Сценариста                       | Премијера          |
| --- | ------------------ | --------------------------------------- | ------------------------------- | -------------------------------- | ------------------ |
| 1 | 1                  | Злокућани                               | Петар Ристовски                 | Владимир Ћосић и Петар Ристовски | 11. новембар 2023. |
| Невену Гавран, координаторку сталне преговарачке групе, њен претпостављени, Радован Вучевић Брка, пошаље да реши потенцијалну талачку ситуацију у удаљеном засеоку Злокућани. Иако јој је наговештено да је реч о рутинској ситуацији, Невена је током акције принуђена да прекрши правила и преговара лицем у лице са наоружаним починиоцем, а притом ставља свој живот на коцку да би спасила децу којој прети озбиљна опасност. |                    |                                         |                                 |                                  |                    |
| 2 | 2                  | Јутарњи програм                         | Петар Ристовски                 | Владимир Ћосић и Петар Ристовски | 12. новембар 2023. |
| Милош Петровић, део преговарачке групе задужене за специјалне акције, не може да оде са трудном супругом на лекарски преглед, јер је принуђен да се упути на радни задатак. Милош сарађује са искусним Танасијем Жарковићем Анкером на новом случају у којем насилник наоружан бомбом и пиштољем држи неколико младих полицајки и полицајаца као таоце у полицијској станици. |                    |                                         |                                 |                                  |                    |
| 3 | 3                  | Самурај                                 | Петар Ристовски                 | Владимир Ћосић и Петар Ристовски | 18. новембар 2023. |
| Танасије, Невена и нова колегиница, згодна, млада, интелигентна и амбициозна психолошкиња Миња Ковачевић иду на нови случај. У питању је ветеран са ратишта Тешић који је катаном себи пробуразио стомак и прети самоубиством уколико му се не испуни захтев да добије посао референта за учила при војсци и стипендија за његове синове који су изврсни спортисти. Сваки и најмањи покушај физичке интервенције може резултирати смрћу Тешића. |                    |                                         |                                 |                                  |                    |
| 4 | 4                  | La Dolce Vita                           | Петар Ристовски                 | Владимир Ћосић и Петар Ристовски | 19. новембар 2023. |
| Група од двадесетак радника фабрике кондиторских производа Чокомпанија, предвођена маркантним и харизматичним Милојем, духовитим Гргом и префриганим Животом штрајкује глађу испред фабрике, због неисплаћених зарада и лоших услова на послу. Ствари се додатно заоштравају када се радници попну на кров, претећи да ће извршити колективно самоубиство. Милош и Миња покушавају да их одговоре од самоубилачких намера, док тајно постављена бомба у просторијама фабрике откуцава. |                    |                                         |                                 |                                  |                    |
| 5 | 5                  | Барут и хероин                          | Петар Ристовски и Дејан Зечевић | Владимир Ћосић и Петар Ристовски | 25. новембар 2023. |
| Дугогодишњи хероински зависник Жељко набавља пиштољ на зајечарској пијаци и наговара своју малолетну девојку Тамару и најбољу пријатељицу Сандру да отму хероин од Сандриног познаника, дилера Џанета. Ствари убрзо крећу наопако, а Невена и њен маркантни колега из Ниша, полицијски инспектор старог кова, Небојша, приморани су да преговарају са дрогираним отмичарем... |                    |                                         |                                 |                                  |                    |
| 6 | 6                  | Зурење у амбис                          | Петар Ристовски и Дејан Зечевић | Владимир Ћосић и Петар Ристовски | 26. новембар 2023. |
| Димитрије Симић, старији економиста, на свој рођендан добија отказ у корпорацији у којој је радио последњих седамнаест година. Отказ му је саопштен на врло бруталан начин. Он се одлучује на суицид скоком са седмог спрата, не желећи да комуницира са било ким, укључујући и преговараче. Танасије добија случај, уз захтев екстремне дискреције јер је у ствар умешан врх државе у виду бившег помоћника министра привреде који је упао у дугове. |                    |                                         |                                 |                                  |                    |
| 7 | 7                  | Oчеви и мајке                           | Петар Ристовски                 | Владимир Ћосић и Петар Ристовски | 2. децембар 2023.  |
| Невена међу стварима своје ћерке Дуње открије омчу и потпуно је ван себе. Дуња се правда да је у питању шала са интернета. Невена је престрашена и то не жели да покаже. Два униформисана полицајца долазе на врата сутерена, лупају и траже Јовану Никшић, те траже од ње да им преда дете. У једном моменту се сете па дођу са друге стране и провале кроз прозор. Станарка Јована успе да отме пиштољ једном од полицајаца и да га узме као таоца. Тражи да јој доведу некога са киме може да преговара. |                    |                                         |                                 |                                  |                    |
| 8 | 8                  | Парада поноса (1. део)                  | Петар Ристовски                 | Владимир Ћосић и Петар Ристовски | 3. децембар 2023.  |
| Преговарачи Танасије и Милош су на новом, екстремно компликованом случају. Бивши ратни ветеран са ратишта у Хрватској - Малић, уз помоћ мистериозног пријатеља, Хрвата Ивана, испровоциран геј парадом која се одиграва у Београду, наоружан до зуба креће у сулуду осветничку акцију, у оквиру које заузима један стан у солитеру на Бањици. У току комешања са студентима у стану, појављује се интервентна са којим Малић ступи у ватрени обрачун, успут ранивши тешко једног полицајца, пре него што успе да се забарикадира у стан. |                    |                                         |                                 |                                  |                    |
| 9 | 9                  | Дан кад су преговарачи слагали (2. део) | Петар Ристовски                 | Владимир Ћосић и Петар Ристовски | 9. децембар 2023.  |
| Упад САЈ-а у блиндирани стан бива опозван у последњем тренутку, јер Малић тврди да је минирао врата стана, те да ће сви одлетети у ваздух. Тензија спласне, и управа полиције одлиучује да допусти Танасију и Милошу да искористе Малићеву мајку као посредника у преговарању. Танасије је обучи на брзину на који начин да разговара са сином. Док Малић има потресни разговар са мајком у којем се практично опрашта од ње, команда полиције одлучује да не срља са упадом у стан, и поред тога што су уз помоћ паса открили да стан није миниран, јер би угрозили животе полицајаца, а нема талаца па нема ни оправдања за акцију. Схватамо да се и на њих из политичког врха врши притисак за брзо решење ситуације.                                                         |                    |                                         |                                 |                                  |                    |
| 10 | 10                 | Змај                                    | Петар Ристовски                 | Владимир Ћосић и Петар Ристовски | 10. децембар 2023. |
| Милутин даје Невени документа путем којих ће је Брка убрзо уценити, тражећи да одступи са места координатора, јер Брка жели да стави неког свог на ту позицију. Такође, жели да Невена суспендује Танасија, обузда Милоша, покаже да је лојална. Милутин јој обећава да ће политички сахранити и Брку и начелника уколико укину преговарачку групу. Милош и Маријана се свађају после неуспелог покушаја усвајања детета. Сазнајемо да се Милош тешко носи са њеном депресијом, као и да је Маријана раније имала покушај суицида. Танасије и Невена иду на случај у којем је Срђан Станковић - Змај напао комшију и сломио му руку. Екстремне фазе у Станковићевом понашању се смењују изузетно брзо, од потпуно разумне до крајње параноичне, што отежава посао преговарачима. |                    |                                         |                                 |                                  |                    |
| 11 | 11                 | Мала отмица међу пријатељима            | Петар Ристовски                 | Владимир Ћосић и Петар Ристовски | 16. децембар 2023. |
| Три малолетна другара од по 15-16 година се забављају на мало бизаран начин у напуштеној барутани у Бору, причајући да ће једног од њих, Ненада да отму и да од његовог оца траже новац за откуп. Ненадовом оцу, бизнисмену, убрзо стижу поруке да му је син отет. Он и супруга су обавестили полицију, мајка је забринута, а бесни отац је убеђен да је Ненад то исценирао са својим друговима. Милош и Миња одлазе на случај у Бор где се сусрећу са колегом и старим Милошевим пријатељем, инспектором Богданом, Богијем, легендом борске полиције и полицајцем старог кова. Мињу инкогнито убацују у стан Ненадових родитеља, док Милош са Богијем истражује случај. |                    |                                         |                                 |                                  |                    |
| 12 | 12                 | Вертеров ефекат                         | Петар Ристовски                 | Владимир Ћосић и Петар Ристовски | 17. децембар 2023. |
| Брка има састанак са Начелником у ресторану. Праве планове у вези са тимом и појединцима из тима, размењују поверљива документа и информације, конспиративно причају о променама које ће наступити. На састанку им се придружује и Танасијев син Никола. Срђан Пузовић у сред ноћи долази испред зграде Владе Србије, извади две бомбе и прети да ће разнети све у ваздух. Тражи да му доведу инспектора Јовића. Информације одмах стижу до Брке, Невене и Милоша. Док се спрема, Милош прича са Маријаном о девојчици за усвајање коју иду сутра пре подне да виде. Милош је уверава да ће стићи, она је потпуно разочарана. Између њих избије озбиљна свађа. До те мере да она каже да жели да се разведе. Он пристаје и одлази.                                               |                    |                                         |                                 |                                  |                    |